# 沖積錐
沖積錐（ちゅうせきすい、alluvial cone）とは、急勾配の谷の出口で、土石流の堆積がくり返されてできた扇形の堆積地形である。土石流扇状地ともよばれる。集動地形（mass-movement landform）（マスムーブメントによる地形）の一種。

## 形態
谷口を頂点として扇形の平面形を示す。半径は扇状地よりも小さい（一般に半径1km未満）。扇状地との違いは、傾斜、微地形、堆積物、河川などの性質である。しかし、沖積錐と超小型の扇状地の区分は難しい。
Burr（1977）は沖積錐の定義について「小さい錐で、勾配が20°以上」としているが、より緩いものも沖積錐に含まれる。鈴木（2000）は沖積錐の平均勾配を15°以下としている。

## 微地形
沖積錐の表面には、土石流堆（debris-flow lobe）とよばれるローブ状の微高地が分布する。

## 河川
沖積錐には一般に河川が存在せず、稀に水無川がみられる。

## 地下水
沖積錐の地下水位は深い。

## 土地利用
沖積錐の土地利用は、林、桑畑、果樹園、畑、荒地などがみられる。古い集落は末端部に部分する場合がある。